# Hastings Russell, 12:e hertig av Bedford
Hastings Sackville Russell, 12:e hertig av Bedford, född 1888, död 1953 till följd av en jaktolycka, var son till Herbrand Russell, 11:e hertig av Bedford.
Han var en framstående ornitolog.
Gift 21 november 1914 med Louisa Jowitt Whitwell (1892-1960). De skildes 1936 i en uppmärksammad rättegång.

## Barn
- John Russell, 13:e hertig av Bedford (1917-2002); gift 1:o 1939 med Clare Gwendolen Bridgman (d. 1945); gift 2:o 1947 med Hon. Lydia Yarde-Buller (1917-2006) (skilda 1960) ; gift 3:e gången 1960 med Nicole Schneider (1920-  )
- Daphne Crommelin (1920-)
- Hugh Hastings (1923-2005); gift 1957 med Rosemary Markby (d. 2006)